# V-motor
En V-motor er en gængs motortype for stempelmotorer. Stemplerne er placeret, så de danner et V, når motoren ses langs krumtapakslen. V-konfigurationen reducerer motorens længde og vægt sammenlignet med en tilsvarende rækkemotor.
Blandt europæiske og asiatiske bilproducenter hvor en 4 cylindret rækkemotor længe har været standarden bruges en V6 motor ofte i større modeller imens V8 motorer sædvanligvis kun benyttes i endnu dyrere specialmodeller.
På det nordamerikanske bilmarked er en V8 motor derimod nærmest standarden blandt personbiler og de populære pickup-trucks, som samtidigt ofte er en hel del større og tungere end de typiske modeller fra europæiske og asiatiske producenter.
V2 er en af de populære motortyper til motorcykler.
Det er sædvanligt for V-motorer at beskrives som V#, hvor # er antallet af cylindere:
- V2
- V4
- V5
- V6
- V8
- V10
- V12
- V16
- V18
- V20
- V24